# Meijinhos
Meijinhos est une ancienne paroisse civile portugaise (en portugais : freguesia) de la municipalité de Lamego dans le district de Viseu.
La loi no 11-A/2013 du 28 janvier 2013, portant réorganisation administrative du territoire des freguesias, fusionne Meijinhos avec les paroisses voisines de Cepões et Melcões pour former l’União das freguesias de Cepões, Meijinhos e Melcões (dont le siège est à Cepões).